# Mel Lawley
Melissa „Mel“ Lawley (* 28. April 1994 in Kidderminster, Vereinigtes Königreich) ist eine englische Fußballspielerin.

## Karriere

### Verein
Lawley begann 2011 beim Arsenal Women FC und hatte für den Verein einen 13-minütigen Kurzeinsatz im Sechzehntelfinale der UEFA Women’s Champions League 2011/12 gegen den belarussischen Meister FK Babrujtschanka, kam aber in der FA Women’s Super League 2011, die Arsenal als Meister beendete nicht zum Einsatz. 2012 wechselte sie zu den Bristol Academy Women und erreichte mit der Mannschaft den vierten Platz in der englischen FA Women’s Super League.  Zur nächsten Saison wechselte sie zu den Birmingham City Ladies, wo sie vier Jahre blieb und als beste Platzierung den dritten Platz in der Saison 2014 erreichte. Mit Birmingham stieß sie in der UEFA Women’s Champions League 2013/14 bis ins Halbfinale vor, wo sie nach einem torlosen Heimremis durch eine 0:3-Auswärtsniederlage gegen den mit internationalen Nationalspielerinnen besetzten schwedischen Meister Tyresö FF ausschieden. Im Viertelfinale hatten sie dabei den nationalen Konkurrenten Arsenal ausgeschaltet. Im Sechzehntel- und Achtelfinale hatte sie ihre ersten CL-Tore erzielt.  Danach folgten drei Jahre in Manchester bei den Citizens, wo sie dreimal Vizemeister wurde und viermal an der Champions League teilnahm, wobei das beste Ergebnis das Erreichen des Halbfinales in der  Saison 2017/18 war, wo sie durch ein einziges Tor gegen den am Ende wieder erfolgreichen Titelverteidiger Olympique Lyon ausschieden. In der FA Women’s Super League 2018/19 hatte sie aber nur vier Einsätze und wechselte danach zum Liverpool FC Women, wo sie wieder Stammspielerin wurde. Die wegen der COVID-19-Pandemie vorzeitig abgebrochene Saison 2019/20 endete für Liverpool auf dem letzten und damit Abstiegs-Platz. Als Dritte der FA Women’s Championship 2020/21 verpassten sie den sofortigen Wiederaufstieg. Erst ein Jahr später gelang als Meister der  FA Women’s Championship 2021/22 der Aufstieg. Als Siebter konnten sie dann den erneuten Abstieg vermeiden.
Zur Saison 2024/25 wechselte sie zum Stadtrivalen FC Everton.

### Nationalmannschaften
Lawley nahm mit der englischen U-17-Nationalmannschaft an der Qualifikation zur U-17-Europameisterschaft 2011 teil und erzielte dabei ein Tor, verpasste als Gruppendritte aber in der zweiten Runde die Endrunde der besten vier Mannschaften. Mit der U-19 gelang dagegen ein Jahr später die Qualifikation für die U-19-Fußball-Europameisterschaft der Frauen 2012, für die sie aber nicht berücksichtigt wurde und die für ihre Mannschaft mit drei Spielen ohne eigenes Tor vorzeitig beendet war. Beim nächsten Anlauf erzielte sie zwar im ersten Spiel gegen Serbien zwei Tore, das reichte aber nicht, denn mit 4:5 vergeigten sie den Auftakt. Allerdings gelangen danach zwei 3:0-Siege gegen Ungarn und die gastgebenden Norwegerinnen, so dass sie dennoch als Gruppensiegerinnen zur Endrunde fahren durften. Die Anreise war aber kurz, da die Endrunde in Wales stattfand. Nach einem torlosen Remis gegen Frankreich, bei dem sie nicht mitwirkte, erreichten sie durch zwei 3:0-Siege gegen die Gastgeberinnen, bei dem sie das erste Tor schoss, und Dänemark das Halbfinale. Dort konnten sie sich mit 4:0 gegen Finnland durchsetzen, verloren dann aber das Finale mit 0:2 nach Verlängerung gegen Gruppengegner Frankreich. Bereits durch den Halbfinaleinzug hatten sie sich aber für die U-20-Fußball-Weltmeisterschaft der Frauen 2014 in Kanada qualifiziert. Diese verlief aber unglücklich für die Engländerinnen: Nach zwei Remis – jeweils 1:1 – gegen Südkorea und Mexiko, verloren sie das dritte Gruppenspiel mit 1:2 gegen den späteren Finalisten Nigeria, wodurch sie als Gruppendritte ausschieden.
Drei Jahre später, am 20. Oktober 2017 hatte sie dann ihren ersten Einsatz in der A-Nationalmannschaft: Bei der 0:1-Niederlage im Freundschaftsspiel gegen  Frankreich wurde sie in der 62. Minute beim Stand von 0:0 eingewechselt. Knapp einen Monat später kam sie dann zu ihrem ersten Pflichtspieleinsatz, als sie im WM-Qualifikationsspiel gegen Bosnien und Herzegowina in der 81. Minute eingewechselt wurde. Vier Tage später stand sie dann im Qualifikationsspiel gegen Kasachstan in der Startelf und brachte ihre Mannschaft durch ihr erstes A-Länderspieltor in der 15. Minute in Führung (Endstand 5:0). Im April 2018 folgten dann zwei weitere Einsätze in der WM-Qualifikation und davor drei Einsätze beim SheBelieves Cup 2018. Im Herbst 2018 folgten noch drei kürzere Einsätze in Freundschaftsspielen. Für die WM wurde sie nicht berücksichtigt. Erst im Oktober 2019 hatte sie bei einem Freundschaftsspiel gegen Portugal wieder einen zehnminütigen Kurzeinsatz. Seitdem wurde sie noch nicht wieder berücksichtigt.

## Erfolge
- Englische Pokalsiegerin 2016/17 und 2018/19 (mit Manchester City, 2019 ohne Finaleinsatz),
- FA-WSL-Cup-Siegerin 2018/19 (mit Manchester City, ohne Finaleinsatz)
- Englische Zweitligameisterin 2021/22 (mit Liverpool)